# Saint-Marcel (Meurthe-et-Moselle)
Saint-Marcel ist eine französische Gemeinde mit 150 Einwohnern (Stand 1. Januar 2022) im Département Meurthe-et-Moselle in der Region Grand Est (vor 2016 Lothringen). Sie gehört zum Arrondissement Val-de-Briey und ist Mitglied im Gemeindeverband Communauté de communes Orne Lorraine Confluences.

## Geografie
Die Gemeinde liegt im nördlichen Teil des Départements an der Grenze zum benachbarten Département Moselle, etwa 14 Kilometer südlich von Val de Briey. Nachbargemeinden sind Jouaville im Norden, Vernéville (Département Moselle) im Osten, Gravelotte (Département Moselle) im Südosten, Rezonville-Vionville (Département Moselle) im Süden, Bruville im Westen sowie Doncourt-lès-Conflans im Nordwesten. Die Gemeinde besteht aus dem Dorf Saint-Marcel und dem Weiler Caulre.

## Geschichte
Der Ort trug in römischer Zeit den Namen Ibliodurum und lag an der Römerstraße von Metz nach Reims. Saint-Marcel gehörte zur Provinz Trois-Évêchés (Drei Bistümer), die faktisch 1552 an Frankreich fiel. Die Gemeinde lag bis 1871 im alten Département Moselle. Von 1871 bis 1918 und von 1940 bis 1944 war Saint-Marcel Grenzort zu Deutschland.

## Bevölkerungsentwicklung
| Jahr                       | 1962 | 1968 | 1975 | 1982 | 1990 | 1999 | 2007 | 2019 |
| Einwohner                  | 125  | 102  | 105  | 111  | 114  | 146  | 184  | 149  |
| Quellen: Cassini und INSEE |      |      |      |      |      |      |      |      |

## Sehenswürdigkeiten
- Schlossruine in Villers-aux-Bois aus dem 18. Jahrhundert
- Mehrere Bauernhäuser aus dem 18. und 19. Jahrhundert
- Pfarrkirche Saint-Marcel aus dem 18. und 19. Jahrhundert
- Kapelle Sainte-Agathe aus dem 18. Jahrhundert in Caulre
- Mehrere Wegkreuze im Dorfzentrum und in Caulre
- Zahlreiche sehenswerte Grabmäler auf dem Dorffriedhof
- Gedenkplatte für die Gefallenen[1]
- Symbolisches Gemeinschaftsgrab für gefallene Deutsche aus dem Deutsch-Französischen Krieg[2]
- Lavoir (Waschhaus) in der Route de Mars la Tour aus dem 19. Jahrhundert

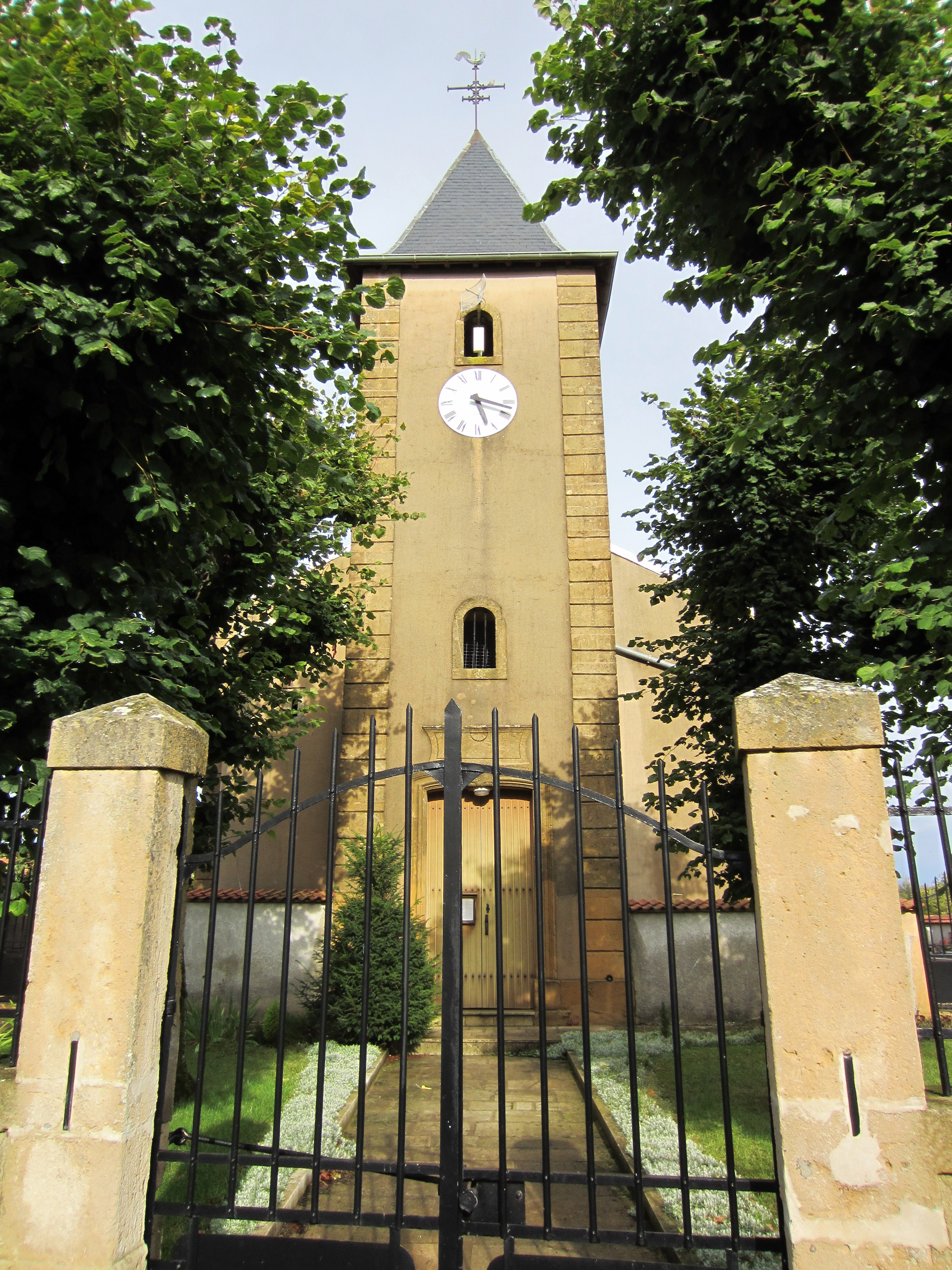
Pfarrkirche Saint-Marcel
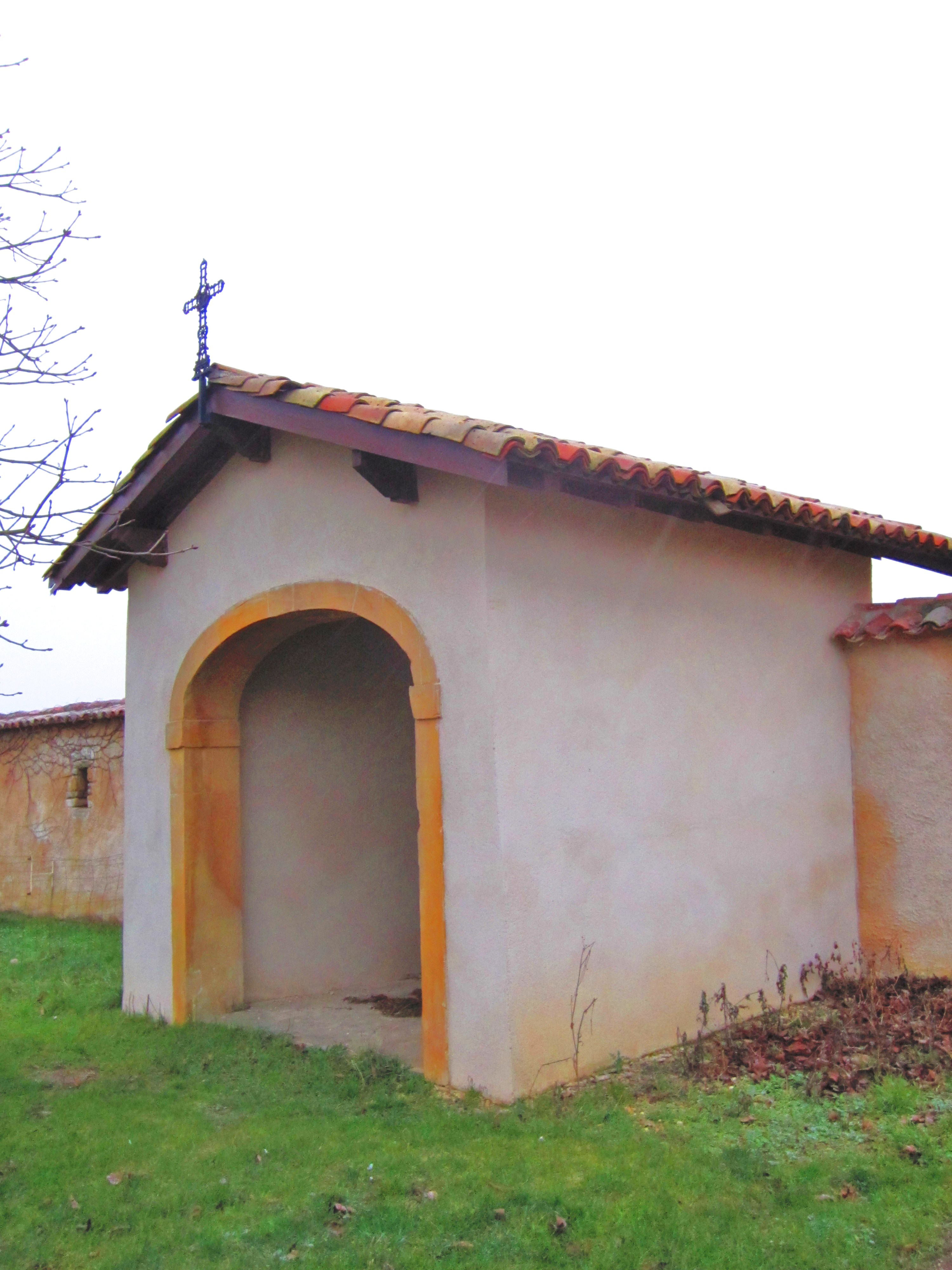
Kapelle Sainte-Agathe